# Canonici regolari
I canonici regolari sono membri di alcuni ordini religiosi cattolici costituiti da "canonici", cioè presbiteri, dotati di una regola comune.

## Storia
Nel corso dei primi secoli la Chiesa aveva visto sorgere al proprio interno svariati ministeri. Agli apostoli, ben presto definiti vescovi, si affiancarono i sacerdoti o preti (presbiteri) ed i diaconi.
Nei primi secoli della Chiesa esistevano solo due forme di vita consacrata: l'ordo canonicus e l'ordo monasticus. Tra il III ed il IV secolo, nacquero gli eremiti o anacoreti e poi i monaci, uomini che, pur non essendo preti o diaconi, dedicavano interamente la propria esistenza alla preghiera ed alla lettura della Parola di Dio, i primi in luoghi desertici o comunque isolati, i secondi riuniti in un cenobio o in un monastero. Quanto ai presbiteri diocesani, essi vivevano in prossimità della cattedrale vescovile o delle chiese più importanti (nelle aree rurali i chierici vivevano nelle pievi). La parrocchia, quale parte della diocesi affidata alla cura di un singolo sacerdote, nacque solo alla fine del X secolo.
Nel V secolo, sant'Agostino di Ippona, apprezzando lo stile di vita e di preghiera dei monaci, decise di riunire i sacerdoti della propria diocesi, affidando loro una regola di vita che conciliasse preghiera e vita apostolica. Nacquero così i "canonici regolari", che vivevano insieme in una domus canonica ed erano iscritti nell'elenco o lista (kànon) di una chiesa locale. Si ispiravano all'ideale di sant'Agostino che a Ippona volle avere con sé "un monastero di chierici" che mettevano in pratica il progetto di vita comunitaria dei primi cristiani di Gerusalemme come descritto negli Atti degli Apostoli (At. 2,42-44).
Con il Sinodo Lateranense del 1059 il clero secolare (delle diocesi) e il clero regolare iniziarono un cammino diverso. Attraverso varie riforme, i canonici regolari acquistarono una specifica identità, con carismi propri, rifacendosi alle norme o consuetudini dei Santi Padri e adottando la Regola di sant'Agostino.
La regola di sant'Agostino, però, rinvenuta nell'XI secolo, presentava due diverse redazioni: la prima, che comprendeva l'ordo monasterii e la regola, ha dato origine all'ordo novus (canonici di Prémontré, canonici di San Rufo, canonici di Arrouaise) di una grandissima austerità monastica; la seconda, che riportava la sola regola, più mitigata, ha dato vita all'ordo antiquus (Canonici Regolari della Congregazione del Santissimo Salvatore Lateranense, canonici di San Maurizio).
Molto presto sorsero questioni in merito all'interpretazione della regola. I canonici dell'ordo antiquus vivevano con una misurata austerità, quelli dell'ordo novus esaltavano una severità più grande sul modello dell'Ordine Benedettino: astinenza perpetua, digiuno continuo o almeno per metà dell'anno, vestiti di lana bianca senza biancheria.
L'ordo antiquus s'impose più a lungo nel Sud dell'Europa, dove i canonici riformati avevano mantenuto il loro ministero di un tempo. L'ordo novus si diffuse invece nelle aree rurali del Nord Europa, dove il ministero canonicale era già assicurato, e assunse un carattere più monastico.
Dopo vari interventi dei suoi predecessori, in particolar modo a Prémontré nel 1126 e 1128, papa Innocenzo II impose nel 1137 l'abbandono dell'ordo novus favorendo la regola meno rigida.
I secoli XI e XII costituiscono il periodo aureo delle numerosissime comunità canonicali, che godevano di una certa autonomia.

## Oggi
I canonici regolari oggi rappresentano forse la più esigua componente tra gli ordini religiosi cattolici. Nella seconda metà del XX secolo, si è andata riscoprendo la necessità di una vita "comunitaria" per i sacerdoti diocesani, ma questa attenzione non è ancora coincisa con una rinascita dell'esperienza dei "canonici regolari".
I "canonici regolari", del resto, hanno assunto una natura più vicina a quella degli altri "ordini religiosi", a metà strada tra i monaci ed i chierici regolari, includendo tra i propri membri non solo sacerdoti, ma anche laici coadiutori.
Gli "ordini" di canonici regolari esistenti sono:
- i Canonici regolari di Sant'Agostino confederati (Sacer et Apostolicus Ordo Canonicorum Regularium Sancti Augustini), una federazione voluta da papa Giovanni XXIII di cui fanno parte:
  - i Canonici regolari della Congregazione del Santissimo Salvatore lateranense;
  - i Canonici regolari della Congregazione lateranense austriaca;
  - i Canonici regolari della Congregazione ospedaliera del Gran San Bernardo;
  - i Canonici regolari della Congregazione svizzera di San Maurizio di Agauno;
  - i Canonici dell'Immacolata Concezione;
  - i Canonici di Maria Madre del Redentore;
  - i Canonici regolari di Sant'Agostino della Congregazione di Windesheim;
  - i Canonici regolari della Congregazione dei Fratelli della vita comune;
  - i Canonici regolari della Congregazione di San Vittore;
- i Canonici regolari premostratensi;
- i Canonici regolari dell'Ordine Teutonico;
- i Canonici dell'Ordine della Santa Croce;
- i Canonici regolari della Santa Croce;
- i Crocigeri della Stella Rossa;
- i Canonici regolari della Madre di Dio.

Tra gli ordini canonicali estinti vanno ricordati:
- i Canonici regolari di Sant'Antonio di Vienne;
- i Canonici regolari di Santa Maria in Porto;
- i Canonici regolari di Santa Croce di Mortara, di Mortara;
- i Canonici regolari di San Frediano di Lucca;
- i Canonici regolari di Santa Maria di Frigionaia;
- i Canonici regolari di Santa Maria in Reno;
- i Canonici regolari della penitenza dei Beati Martiri;
- i Canonici regolari e ospedalieri di Santo Spirito, in Sassia;
- i Canonici regolari di San Giorgio in Alga, di Venezia;
- i Canonici regolari di San Marco, di Mantova;
- i Canonici regolari di San Giovanni Evangelista;
- i Canonici regolari del Santo Sepolcro di Gerusalemme;
- i canonici regolari di Santa Genoveffa;
- i Canonici regolari della Congregazione del Salvatore, di Lorena;
- i Canonici regolari di Val-des-Écoliers;
- i Canonici regolari di Arrouaise